# Californiulus parvior
Californiulus parvior är en mångfotingart som först beskrevs av Chamberlin 1940.  Californiulus parvior ingår i släktet Californiulus och familjen Paeromopodidae. Inga underarter finns listade i Catalogue of Life.